# Colias dimera
Colias dimera är en fjärilsart som beskrevs av Doubleday 1847. Colias dimera ingår i släktet Colias och familjen vitfjärilar.
Artens utbredningsområde är Colombia. Inga underarter finns listade i Catalogue of Life.

## Bildgalleri

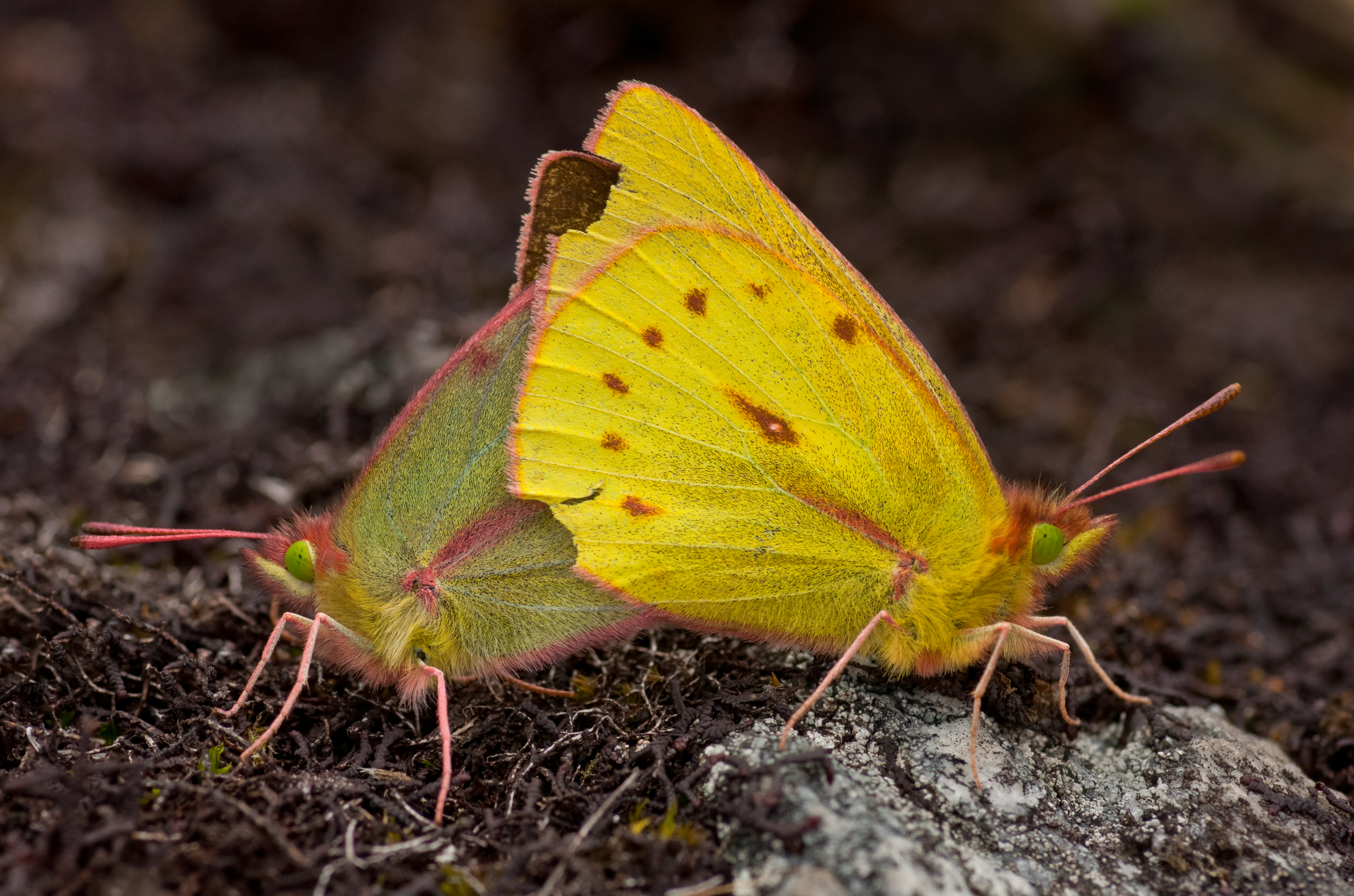